# Josylvio
Joost Theo Sylvio Yussef Abdel Galil Dowib (Naarden, 14 april 1992), bekend onder zijn artiestennaam Josylvio, is een Nederlandse rapper.

## Biografie
Josylvio werd geboren in Naarden als de zoon van een Nederlandse moeder en een Egyptische vader. In 2015 deed hij een Zonamo-sessie onder de naam Jaybay. 
In 2015 bracht hij de single Le7nesh uit (met Sevn Alias). Het was de aanleiding voor het album Ma3seb, dat hij samen met hiphopproducent en jeugdvriend Esko uitbracht. Het album bereikte nummer 5 van de Album Top 100 en leverde een nominatie voor een Edison op. Hij bracht een aantal singles uit die de Single Top 100 bereikten, waaronder in samenwerking met andere rappers, zoals Ali B, Hef, Adje, Jairzinho, Kevin, BKO en D-Double. In 2017 maakte Josylvio deel uit van het album All Eyez on Us, een album met Latifah, Kempi, Sevn Alias, Vic9 en Rocks. Geïnspireerd door de film All Eyez on Me (een documentaire over Tupac, een jeugdidool van Josylvio) gingen deze rappers aan de slag om een album te maken als eerbetoon voor Tupac. De titel All Eyez on Us, uitgekomen in 2017, is geïnspireerd op de naam All Eyez on Me, een album van Tupac.
In 2018 was Josylvio een van de deelnemers van het negentiende seizoen van het RTL 5-programma Expeditie Robinson. Hij verliet vrijwillig het programma en ging als vierde deelnemer weg. Hij eindigde op de 18e plaats.
Op 17 juni 2021 werd Josylvio gearresteerd op het vliegveld van Curaçao na een handgemeen met politieagenten.
In 2025 deed Josylvio mee aan het vijfde seizoen van het televisieprogramma De Verraders bij RTL 4 als een van de verraders.